# Andrew Owusu
Andrew Owusu (* 8. Juli 1972) ist ein ehemaliger ghanaischer Leichtathlet, der in den Disziplinen Weitsprung und Dreisprung startete.
Zu seinen größten sportlichen Erfolgen zählen der Gewinn der Goldmedaille im Dreisprung bei den Afrikaspielen 1999 und 2003. 
In der gleichen Disziplin wurde er 1998 mit einer persönlichen Bestleistung von 17,23 m 
Afrikameister. Zwei Jahre später konnte er diesen Erfolg wiederholen.
Owusu nahm auch an den Olympischen Spielen 2000 in Melbourne sowie 2004 in Athen teil, blieb allerdings ohne Medaillenerfolg.
Bei einer Größe von 1,80 m betrug sein Wettkampfgewicht 75 kg.
Owusu ist heute als Dozent an der Middle Tennessee State University in den USA tätig.